# Rubus integrifolius
Rubus integrifolius är en rosväxtart som beskrevs av Henry Nicholas Ridley. Rubus integrifolius ingår i släktet rubusar, och familjen rosväxter. Inga underarter finns listade i Catalogue of Life.